# Jonas Bahamboula
Pour les articles homonymes, voir Bahamboula.
Jonas Bahamboula Mbemba dit Tostao est un footballeur international congolais né le 2 février 1949 à Brazzaville.

## Biographie
Ailier droit renommé pour sa vélocité, la précision de ses centres et son tempérament de gagneur. Il fut considéré dans les années 1970 comme le meilleur spécialiste africain à son poste, avec le Guinéen Petit Sory. Il a fait toute sa carrière dans l’équipe des Diables noirs de Brazzaville (de 1968 à 1987) avec laquelle il a remporté le titre de champion du Congo en 1976. Son maillot fétiche était le numéro 13.
Il fut avec Maxime Matsima, Gabriel Dengaki, Noël Minga, François M'Pelé, et Jean-Michel Mbono, l'un des grands artisans de la victoire de l’équipe nationale du Congo à la Coupe d'Afrique des nations de football 1972. Il fut également demi-finaliste de la Coupe d'Afrique des nations de football 1974 et participa à la Coupe d'Afrique des nations de football 1978.